# Ove Köhler
Ove Erik Roland Köhler, född 20 september 1931 i Alingsås, död 17 februari 2018 i Glava distrikt i Värmlands län, var en svensk sångare. Han är mest känd för sin inspelning av Den gamla dansbanan som hamnade på svensktoppen 1973 och blev en hit, trots att Köhler då var helt okänd. Köhler växte upp i Alingsås men flyttade på slutet av 1970-talet till Arvika.
Bland hans skivproduktion finns bland annat LP-skivorna Den gamla dansbanan, Ove Köhler sjunger Evert Taube  och Evigt gröna melodier.

## Diskografi

### LP
- 1973 – Den Gamla Dansbanan, Karusell 2470 026
- 1973 – Evigt Gröna Melodier, Polydor 2462 136
- 1982 – Sjunger Evert Taube, GSM-Produktion GSM LP 81/02

### Singel & EP
- 1973 – Den Gamla Dansbanan, Polydor 2053 149
- 1975 – Med hundra dragspel och en flicka, Polydor 2053 217
- 1977 – På andra sidan bron (Ove Köhler med Commenda Band), Wake Production WAKE 105
- 1977 – Sommarglädje, Wake Production WAKE 107